# オーデル・ナイセ線
オーデル・ナイセ線（オーデル・ナイセせん、ドイツ語: Oder-Neiße-Grenze）、オドゥラ・ヌィサ線は、現在のドイツ連邦共和国とポーランド共和国の国境線。オーデル川とその支流のナイセ川によって構成される。

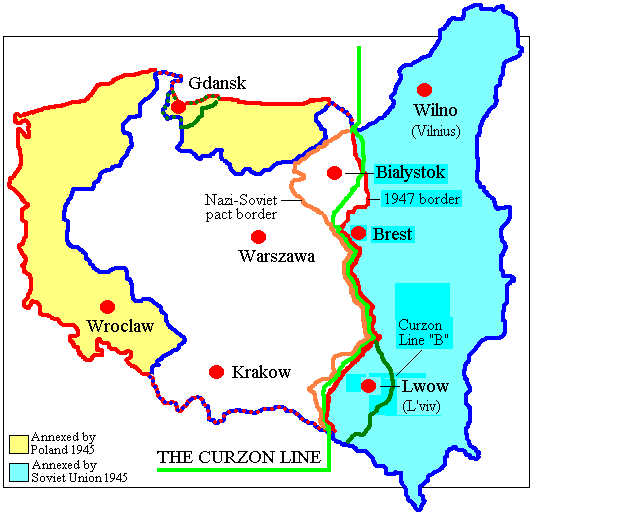
ポーランド国境の推移 オーデル・ナイセ線は図左端を縦に伸びる赤線。緑色の線（CURZON LINE、カーゾン線）は第一次世界大戦後に定められたポーランド・ロシア国境。青線は1921年のリガ条約で決まったポーランド国境。オレンジ色の線は独ソ不可侵条約の秘密議定書で定められたポーランドを分割するライン。赤が第二次世界大戦後のポーランド国境。ポーランドはリガ条約で獲得した空色の領域をソ連に譲り、黄色で示したドイツ領を得た。

## 歴史

建国時代の中世ポーランド

オーデル・ナイセ線は、1945年のポツダム会談により、第二次世界大戦後のドイツ・ポーランドの暫定的な国境として設定された。それ以前のドイツ・ポーランドの国境は、歴史的なプロイセンとポーランドの国境が適用されており、オーデル・ナイセ線よりもずっと東側にあった(参照:ポーランド分割による各国の獲得領土)。
中世フランク王国の時代にはエルベ川・ザーレ川付近が国境となっており、それらより東に位置する現在のブランデンブルク州やザクセン州にあたる地域にはスラヴ系のソルブ人が住んでいた。カール大帝らによるエルベ以東遠征以降、13世紀頃まではおよそオーデル・ナイセ線付近がドイツ（神聖ローマ帝国）とポーランド王国の国境であった。この一帯のシレジア地方では17世紀までポーランド王家であるピャスト家の分家が諸侯として支配したが（シロンスク公国群）、13世紀にモンゴル帝国軍が襲来し一帯を荒廃させて撤退すると、疎開から戻ってきたポーランド人住民だけでは戦後の復興のために人手が足りず、西方のドイツ、フランス、オランダなどから多くの移民が招かれた。そのうち特に多かったのはドイツ人で、各地で次第にドイツ語が優勢となっていった。17世紀に最後のピャスト家の侯が死亡すると、シレジアはオーストリアのハプスブルク家に相続された。その後、この地方は18世紀中頃のシュレージエン戦争の結果、プロイセン王国の手に渡った。以後1945年にナチス・ドイツが第二次世界大戦に敗北するまでは、ドイツの一地方と認識されていた。この地域では統計においては「ドイツ人」が多かったものの、実はそのうちの多くは俗に「シレジア人」「ポメラニア人」「マズーリア人」などと呼ばれる、ポーランド人やチェコ人の家系が近世から徐々に母語を西スラヴ語からドイツ語に変えることで文化がドイツ化した土着のスラヴ系の人々で、彼らは統計においてはドイツ人とみなされ、第一次世界大戦後に国家の帰属を問うために行われた住民投票でも、母語のドイツ語が国語であるドイツを選んだ。
ポツダム会談で新しい国境線をオーデル・ナイセ線に設定したのは、
1. ポーランドをそれまでより西側に移し、ポーランド・ソビエト戦争後に調印されたリガ講和条約によりポーランド領とされた白ロシアとウクライナの西側（ナチスのポーランド侵攻に呼応してソ連軍が侵略・不法領有した領土のほとんど）を、引き続きソ連領として存続するのを正当化させること
2. スターリンの歴史観によると、中世から近代にかけての各国家の発展は王侯貴族やブルジョワがプロレタリアートの意向を無視して行ったもので、無効であるため、ポーランドはまずは10世紀の建国時に設定された国境を持つべきであること
3. オーデル川と西ナイセ川に国境線を引くことでドイツ・ポーランド間の国境線が最短になるため、将来に両国で戦争となった場合は、他に国境線がある場合に比べるとポーランドの防衛が容易であること
4. ドイツ系住民の少ないポーランドを作ることで将来の民族紛争の種をなくすこと

などが目的であった。結果として第二次世界大戦前後で比較すると、ポーランドは国土全体が西側に移ったような形となった。

## 影響

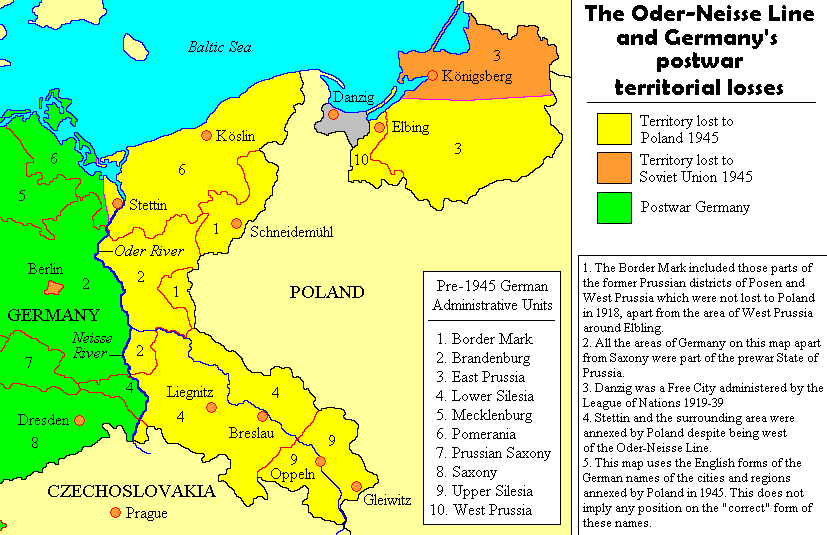
オーデル・ナイセ線以東の旧ドイツ領土

### ポーランドへの影響
ポーランドにとってこの国境線設定は
- 第二次世界大戦期にポーランドのユダヤ人がナチスによって絶滅させられるか、戦後はアメリカ合衆国やイスラエルに亡命するなどして、ほぼ完全に国内から居なくなってしまったこと
- この地域に住んでいたドイツ人が、ほとんど難民という形でドイツに移住してしまったこと（ドイツ人追放）
- 旧ポーランド東部の喪失領土のポーランド人のほとんどが新領有国のソ連によって、逆にポーランド新領土に強制移住させられ、多くがオーデル・ナイセ線付近の「回復領」の復興のためにこの地域へ移住したこと
- 正教徒が優勢な東スラヴのロシア人・ベラルーシ人・ウクライナ人を、かつての東部領土とともに切り離したこと

などから、新生ポーランドはカトリックやポーランド人の民族的・文化的均質性が極めて高い国家になった。

### ドイツへの影響
ドイツにとっては
- 近世から近代にかけてドイツ人地域の統合を牽引したプロイセン王国の故地であり、中欧の大国ドイツ帝国に君臨したホーエンツォレルン家揺籃の地でもある東プロイセンなど、歴史的なプロイセン地域の大半を失ってしまったこと。
- ドイツ騎士団の活躍に端を発した中世以来の東方植民によって、当地に数百年もの間にわたってドイツ系住民が定住していたこと

から、極めて喪失感が強かった。

## 決定以後
この国境線は「暫定的なもの」として定められたものであるが、ソビエト連邦がポツダム会談を通じて衛星国であるポーランド人民共和国とドイツ民主共和国（東ドイツ）に押し付けたものであった。従ってポーランドおよび東ドイツには拒否という選択肢はあり得ず、東ドイツ成立後の1950年6月6日にポーランド人民共和国とドイツ民主共和国との間でズゴジェレツ条約が調印された。なお、西ドイツは3日後の6月9日、協定を不承認とする声明を発表した。
アメリカ合衆国国務長官ジェームズ・F・バーンズが1946年9月6日にシュトゥットガルトで行った演説『ドイツ政策の見直し』では、「合衆国は、これらの国境線をポーランドに有利な形で見直すことを支持する」としつつも、「ポーランドに割譲される地域の範囲は、最終解決が得られた際に決定されねばならない」と、オーデル・ナイセ線が最終解決ではない含みを持つ見解を述べたため、西ドイツのアメリカに対する支持を高める一方で、アメリカとポーランドとの関係悪化を招いた。
東ドイツがこのラインを認めた一方で、「ドイツ連邦共和国（西ドイツ）がこのラインを「ドイツ」とポーランドの国境として受け入れるか？」という問題が残っていた。1950年代から1960年代の西ドイツは共産主義者の支配するドイツ民主共和国を承認せず、これと国交のある国とは外交関係を結ばないという政策（ハルシュタイン原則）を採っていた。このため当初は交渉にすらならなかった。ハルシュタイン原則は1969年に放棄され、翌1970年12月7日に締結されたワルシャワ条約（ワルシャワ条約機構とは無関係）によって、西ドイツとポーランドの国交が結ばれると、この条約の中で「オーデル・ナイセ線が事実上の独波国境である」ことが確認された。野党のCDU/CSUはこの条約の内容（国境線と共産主義ポーランドの承認）を批判して全国的な議論となったが、紆余曲折の末にドイツ連邦議会は1972年5月17日にこの条約を批准した。
さらに1972年12月に締結され、東西ドイツが相互の主権を確認し合った東西ドイツ基本条約の中でも、改めて「ドイツ」とポーランドの国境がオーデル・ナイセ線であることが確認されて、この国境が確立された。

### 最終解決

#### 国境線
1990年のドイツ再統一の直前である6月12日に、旧西ドイツとポーランドの間で改めて国境線として確認され、再統一直後の同年11月14日に統一ドイツとポーランドとの間で国境線の最終確認条約（ドイツ・ポーランド国境条約）が締結された。その内容は以下の通りである。
1. 1950年7月6日に旧東ドイツとポーランドとの間で締結されたズゴジェレツ条約により定められた国境線を、正式な国境線として再確認
2. 以後、両国間の国境線は一切変更しない
3. 以後、どちらの国家も領土の変更を一切要求しない

ドイツとポーランドの歴史的国境線問題は、このようにして法的かつ最終的に整理された。

#### 旧住民の個人財産

##### 裁判に至る経緯
条約では、個人財産の扱いは触れられていないため、オーデル・ナイセ線以東でポーランドの共産主義化により国家に没収された個人財産を取り返すべきだと主張するドイツ人が存在する（主要な政治家ではエドムント・シュトイバー、クラウス・キンケルなどがその立場を取っていた。政党別ではキリスト教社会同盟に支持者が多い）。被追放者たちはドイツ政府からそれまでに喪失財産に関する補償金は受け取っている。ドイツ、ポーランド両政府は公式に「請求権問題は解決済み」の立場を取っていたが、これについて厳密に法的な処理が成されていないと解釈する者もおり、それによると請求権の行使が認められる余地が残されているとされ、両国間の政治問題となっていた。これはドイツ政府が法的処理を行うと、ドイツ人追放者から請求権の肩代わりによる財産補償請求が行われるのを恐れての結果とも考えられた。ドイツ人追放者の最大の団体である追放者連盟のエーリカ・シュタインバッハ議長はドイツ政府に、追放者財産の請求権を法的に処理するよう要求していたが、2009年時点でドイツ議会・政府において法的処理に向かう具体的な動きはなかった。この問題は、ドイツ人による財産返還請求に反発したポーランド議会が2004年9月にドイツを相手取った「戦争被害賠償請求決議」を行うなど、21世紀に入っても両国関係に影を落とし続けた。
また2005年11月に『デア・シュピーゲル』誌が発表した世論調査結果によると、ポーランド人の61%が、ドイツ政府が戦前にドイツ領だった地域を取り戻そうとしているか、あるいはその補償を求めてくるのではないかと考え、また41%は追放されたドイツ人の各団体の目的は失った個人財産の返還あるいはその補償にあるのではないかという危惧が示されるなど、被追放ドイツ人の財産請求に関する法的処理を先延ばしし続けるドイツ政府に対し、多くのポーランド人が強い不信感を抱いていた。

##### 欧州人権裁判所の判断による解決の確認
2006年12月、会員数約1000人といわれていたが、実際の会員数はそこまで多いのかまったく不明な「プロイセン信託」という組織の会員23人が原告となり、欧州人権裁判所に財産返還を求めて提訴し、ドイツ・ポーランド関係は日本のメディアによって「戦後最悪」とセンセーショナルに報じられた。
しかし2008年10月10日に欧州人権裁判所は、
1. 1994（出典となったドイツの公共国際放送局ドイチェ・ヴェレの記事の原文ママ、1944年の間違い）年10月19日より行われたいわゆる「ドイツ人追放」はソビエト連邦によるものであり、この「ドイツ人追放」についてポーランドには一切責任はない
2. ポーランドとドイツがヨーロッパ人権協約を批准したのはドイツ人追放の後のことであり、（この協約に基づいて設立された）当裁判所は今回の請求を審査する立場にない
3. ドイツ人住民の元の場所への再移住、ドイツ人住民が没収された財産の返還、原告の失った財産の補償、といったことのための法律をポーランドが作る責務はまったくない

との決定を下し、請求を棄却した。すなわち、国境線や領土主権のみならず、この判決によりポーランドから追放されたドイツ人の「個人財産」に関する問題が、以前からすでに法的かつ最終的に解決していた事実が確認されたのである。
なお、この判決に関してポーランドのドナルド・トゥスク首相は「ポーランドとドイツの双方にとって有益な判決であり、この問題は最終的に解決した」、ドイツのアンゲラ・メルケル首相は「ドイツ政府はこれまで、原告であるプロイセン信託の請求権には正当性がまったくないと主張してきたが、ついにその主張が認められた」、ドイツのフランク＝ヴァルター・シュタインマイアー外相は「ドイツとポーランドの間に第二次世界大戦から続くような財産に関する問題は一切残っていないというベルリン政府の見解が、この判決で確認されたのだ」と、それぞれ歓迎する言葉を述べた。